# Brenta (Italie)
Pour les articles homonymes, voir Brenta.
Brenta est une commune italienne de la province de Varèse dans la région Lombardie en Italie.

## Toponyme
Provient du mot pré-latin Brenta: bain.

## Personnalité
Sergio Bianchetto (1939-), coureur cycliste sur piste, double champion olympique, est né à Brenta.

## Administration
| Période                                  | Période  | Identité       | Étiquette | Qualité |
| ---------------------------------------- | -------- | -------------- | --------- | ------- |
| 6/6/2006                                 | En cours | Silvio Borgese |           | médecin |
| Les données manquantes sont à compléter. |          |                |           |         |

### Hameaux
San Quirico, Ronchè, Pianura, sorgente Bosco Valmaggiore, C.na Ronco d'Emezzo, C.na Besozzo, Molino Prada, Molino Mistura